# Белагаш (Жаксынский район)
Белага́ш (каз. Белаға́ш) — село в Жаксынском районе Акмолинской области Казахстана, является административным центром и единственным населённым пунктом административно-территориального образования «Села Белагаш».
Код КАТО — 115237100.

## География
Село расположено в 8 километрах на юг от райцентра(района), в 300 километрах от областного центра.

## История
По состоянию на 1989 год, существовал Белагашский сельсовет (село Белагаш).

## Население
В 1989 году население составляло 1 269 человек (из них русские 32%, украинцы 21%).
В 1999 году население села составляло 1223 человека (603 мужчины и 620 женщин). По данным переписи 2009 года, в селе проживало 1149 человек (582 мужчины и 567 женщин).
Динамика численности населения.
| 1989  | 1999  | 2009  |
| ----- | ----- | ----- |
| 1 269 | 1 223 | 1 149 |

## Объекты села
В селе Белагаш зарегистрировано ТОО «Белагаш», крестьянских хозяйств не имеется, 10 индивидуальных предпринимателей. Полеводство и животноводство - основной вид деятельности ТОО «Белагаш»